# Saíno
Saíno (em latim: Sainus; em grego: Σάηνος; romaniz.: Sáēnos; m. 626), também chamado pelo patronímico Babemanzadago (em grego: Βαβμανζαδαγω; romaniz.: Babmanzadagō; em persa médio: Vahūmanzādagān; lit. "filho de Vaumanza"), era um general sênior do Império Sassânida (aspabedes) durante o reinado do xainxá Cosroes II (r. 590–628).

## Nome
Saíno (Sainus; cf. Σάηνος, Sáēnos) é a forma latina do persa médio Xaém (Šāhēn), que significa "falcão grande e branco". Foi registrado em grego como Saim (Σάϊν, Sáin) ou Saém (Σαην, Saḗn), em persa novo como Xaim (شاهین, Šāhīn) e em armênio como Xaém (Շահէն, Šahen). Essa personagem ainda foi referido como Saes (Σάης, Sáēs) e Saíto (Σάϊτος, Saïtos).